# Çankaya Belediyesi
Çankaya Belediyesi est un ancien club turc de volley-ball basé à Ankara qui a fonctionné de 2010 à 2014. 

## Effectifs

### Saison 2013-2014
Entraîneur : Abdülhamit Binmez  Turquie